# 張文昌辱罵港人事件
張文昌辱罵港人事件发生于2012年10月，香港中文大學工程學院二年學生张文昌在Facebook有關「光復上水站」的頁面辱罵港人是「港狗」，事件在Facebook上醞釀發酵，其Facebook留言被擷取下來瘋傳，並推至上報，於之後一日登上香港多份主流報章。
事件发时，张文昌为香港中文大學工程學院二年學生，主修系统工程与工程管理专业金融工程分支。张文昌为中国重慶市雲陽縣人，畢業於重慶十九中學，曾因高考成績優異，獲雲陽縣政府表彰並頒發四千元人民幣獎勵。
同年被香港中文大學錄取，得到全額學費資助四年合共六十萬港元資助。
同年2月，在這次事件發生前碰巧在新加坡有中國留學生、就讀新加坡大學四年級的孫旭，聲稱「新加坡狗比人多」。事件引起新加坡社會強烈反響，雖然孫旭急忙出來道歉，但民眾要求取消孫旭的獎學金。在大學跟教育部商討後，孫旭的部份獎學金被取消。因此，有網民在Facebook上建立頁面，要求中文大學比照新加坡大學的做法，考慮撤銷張同學的獎學金。事件令張同學急忙發出聲明道歉，並透過電郵尋求校方協助。

## 事件经过
2012年10月14日，張文昌於Facebook針對水貨客的光復上水站行動專頁等頁面留言謾罵。張文昌認為香港人不夠愛國，而香港人不應辱罵大陸人為蝗蟲，不應批評「大陸水貨客罔顧當地居民安全和化公為私」的行為，因為這些言論無視香港的國家歸屬，損害了中國的國際聲譽。他亦認為香港人"低素質"沒有資格批評，只能被稱為"港狗"。此外，他又批評香港中文大學的認知度低，稱後悔沒有入讀清華大學，因其中國公開試，有670分，已達清華入學標準。他不屑成為香港永久居民，表示一畢業就會回內地，因為香港論發展不及上海，論人的質素不及北京，論美女也不及其家鄉重慶。
其言論隨即引起許多香港人的不滿，不足一天內有近千個留言辱骂，甚至紛紛聯名去信要求校方革除其學籍。事件鬧大後，張文昌不得不改其賬戶名稱及更改就讀"日本中央大學"，又致函香港中文大學校長解釋事件。

## 校方回應
根據《爽報》報導，中文大學透過發言人表示：對有學生作出冒犯言論感到遺憾，但由於張同學已透過電郵向校長沈祖堯道歉，希望大眾能給他機會反省改過。

## 相关
- 孔慶東辱罵港人事件

## 外部連結
- Facebook：要求撤銷張文昌學籍聯暑活動